# John Simon (graveur)
Pour les articles homonymes, voir John Simon et Simon.
Jean Simon dit John Simon est un graveur britannique d'origine française, connu pour ses portraits en manière noire.

## Biographie
Jean Simon est né en Normandie vers 1675 dans une famille protestante.
Il étudie à Paris la gravure au burin. Au début du règne d'Anne, il prend le chemin de l'exil vers l'Angleterre et s'installe à Londres.
Il entre au service de Godfrey Kneller, alors que ce dernier s'était brouillé avec John Smith, ce qui situe cet épisode vers 1708-1709. Dès lors, Simon adopte la manière noire et exécute des portraits qui lui apportent une certaine renommée. Par la suite, Kneller et Smith se réconcilient, et Simon, plus jeune, devient un sérieux concurrent pour ce dernier.
Il a formé Peter Pelham (1697-1751) à la manière noire, avant que celui-ci ne s'exile à Boston en 1727,.
Simon pratique son art jusqu'aux alentours de 1742, et meurt à Londres le 22 septembre 1751.

## Œuvre
Simon a traduit de nombreux portraits en gravure d'après Godfrey Kneller et Michael Dahl, mais aussi d'après Thomas Gibson (1680-1751), Thomas Murray (1663-1734), Philippe Mercier et Enoch Seeman (en). Ses sujets représentent des personnalités de tous bords politiques.
Il a participé à la gravure en société des Cartons de Raphaël. Il empruntait ses motifs bibliques, historiques et décoratifs à Louis Laguerre, Antoine Watteau, Jean Siméon Chardin, Federico Barocci, et Rosalba Carriera, ainsi que des motifs pastoraux à Nicolas Lancret.
Il a publié quelques-unes de ses gravures lui-même quand il résidait du côté de Covent Garden, « against Cross Lane in Long Acre ». Il a travaillé pour des éditeurs et marchands d'estampes comme Edward Cooper, John Overton, Thomas Bowles, entre autres.

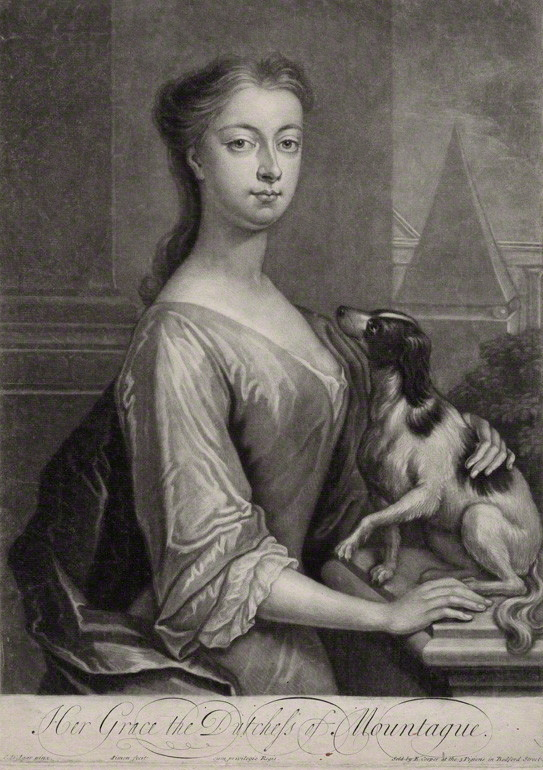
Mary Montagu, duchesse de Montagu, d'après Charles d'Agar, manière noire.
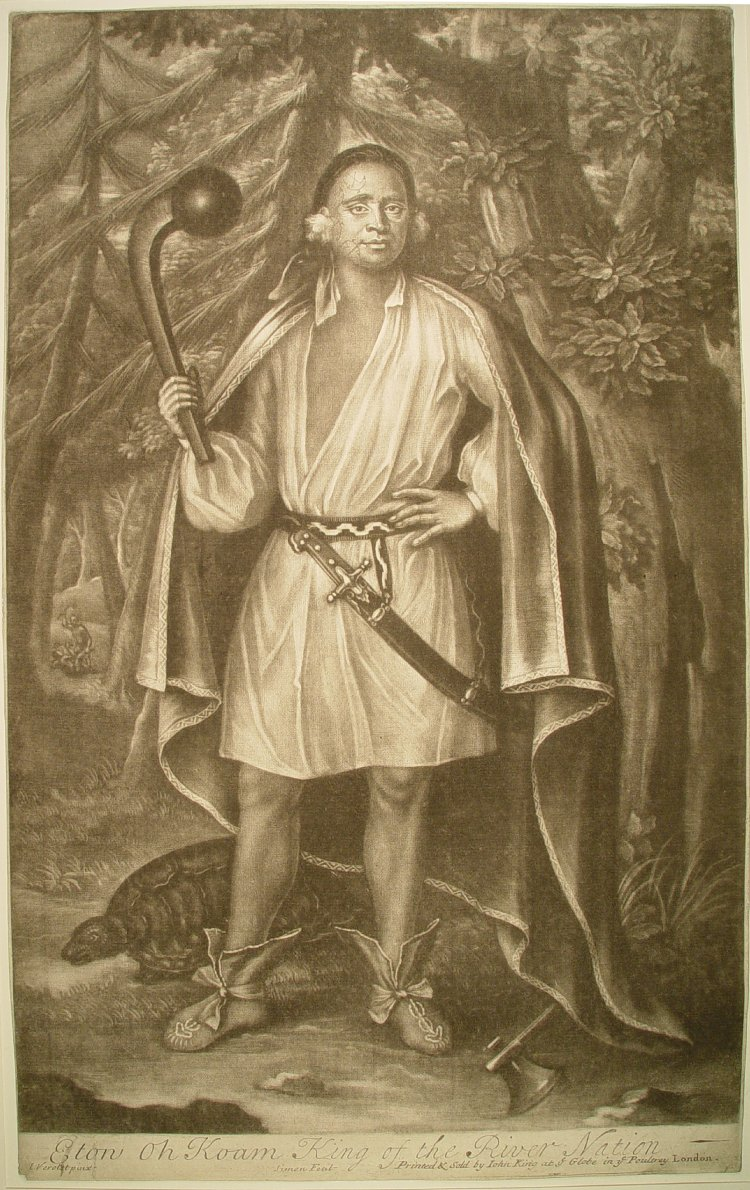
Etow Oh Koam, d'après la suite Quatre Rois Mohicans (1710) de John Verelst.